# Laurette ou l'Amour voleur
Pour les articles homonymes, voir Laurette.
Laurette ou l'Amour voleur est une pièce de théâtre de Marcelle Maurette et Marc-Gilbert Sauvajon. Elle a été diffusée pour la première fois le 31 décembre 1973 sur la deuxième chaîne de l'ORTF.

## Argument
Afin d'assurer sa subsistance, une jeune femme sans argent décide de vivre aux dépens des autres en faisant croire à un prétendu héritage d'un oncle d'Amérique.

## Fiche technique
- Auteur : Marcelle Maurette et Marc-Gilbert Sauvajon
- Mise en scène : Jacques-Henri Duval
- Réalisation : Georges Folgoas
- Décors : Roger Harth
- Costumes : Donald Cardwell
- Direction de la scène : Edward Sanderson
- Directeur de la photographie : Lucien Billard
- Script : Yvette Boussard
- Script assistant : Guy Mauplot
- Date et lieu d'enregistrement : 30 juin 1973 au théâtre Marigny

## Distribution
- Raymond Baillet : Urbain, le maître d'hôtel
- Danièle Lebrun : Laurette
- Michel Roux : Albert-Jim
- Pierre Hatet : Éric
- Henri Crémieux : Bouzaine
- Robert Party : Chatillon
- Robert Deslandes : premier modéliste, première vache
- Claude Simonet : deuxième modéliste, deuxième vache
- Henri Poirier : Casteret
- Jacques-Henri Duval : le procureur général
- Martine Liogie : une danseuse
- Nadia Kapler : une danseuse
- Christine Gardon : une danseuse
- Alain Courivau : un danseur
- Jean-Yves Chatelais : un danseur
- René Yacha : un danseur